# 1295 هـ
1295 هـ هي سنة في التقويم الهجري امتدت مقابلةً في التقويم الميلادي بين سنتي 1878 و1878.

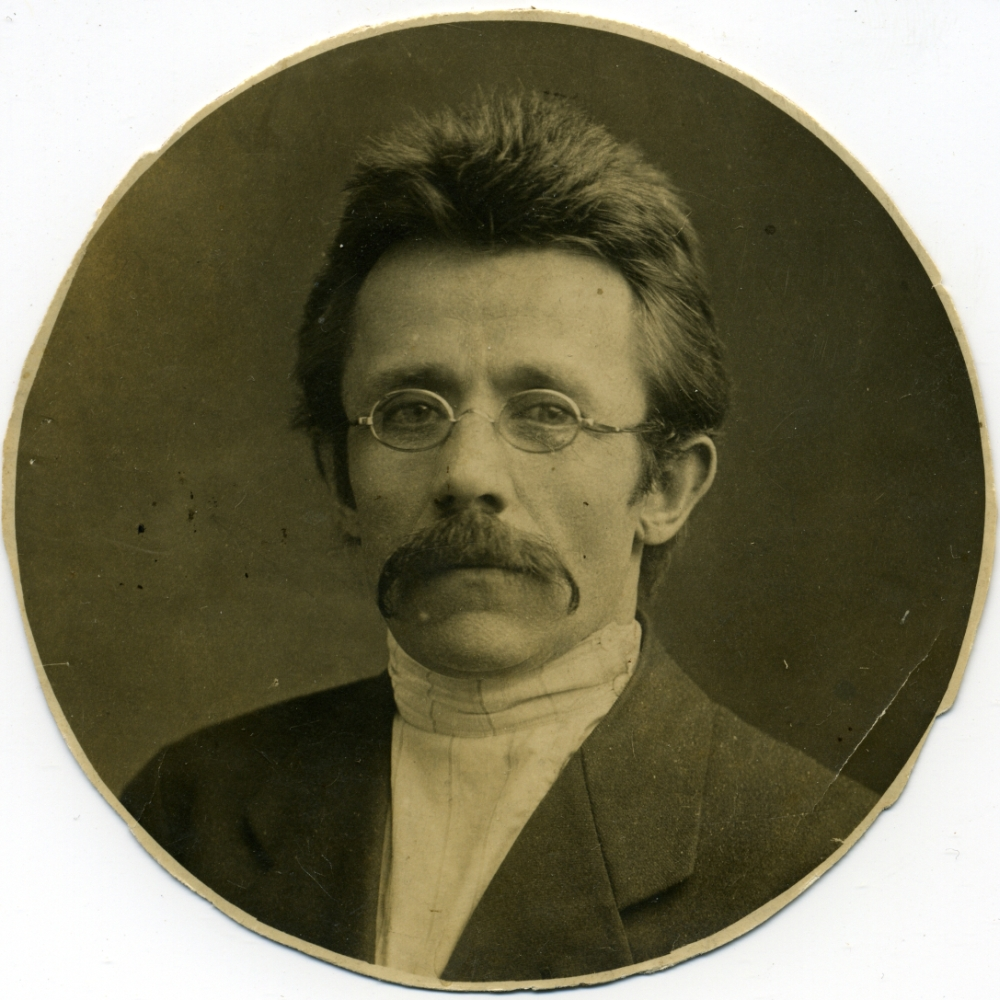
موسى جار الله

## مواليد
- أبو شعيب الدكالي
- محمد فريد وجدي
- مهدي المازندراني
- أحمد سكيرج، فقيه ومتصوف وشاعر مغربي.
- أحمد الكاشف
- سعيد الجابي
- عبد الله بن محمد بن عقيل التميمي
- علي الشرايري
- محمد الأحمدي الظواهري
- محمد مهدي المازندراني
- موسى جار الله
- نجيب هواويني
- عبد العزيز نظمي

### شهر ربيع الآخر
- عبد الرحمن بن زيدان

## وفيات
- المحسن بن أحمد
- جارسان دي تاسي
- خوسيه أمادور دي لوس ريوس
- فيتوريو إمانويلي الثاني
- محمد بن عبد الله بن حميد